# Quetta-angrebet august 2016
Quetta-angrebet var et terrorangreb som skete den 8. august 2016, hvor terrorister angreb et regeringshospital i Quetta i Pakistan med en selvmordsbombe og skydning, som resulterede i mindst 93 døde mennesker og mere end 50 sårede. På hospitalet lå liget af advokat Bilal Anwar Kasi, præsident for Balochistan Bar Association. En del tilhængere og advokater har derfor været samlet på hospitalet. Kasi blev dræbt af ukendte gerningsmænd. Flere forskellige islamiske terrororganisationer har taget ansvaret for angrebet, blandt andet Jamaat-ul-Ahrar og Islamisk Stat.